# Leopold a Rudolf Blaschkovi

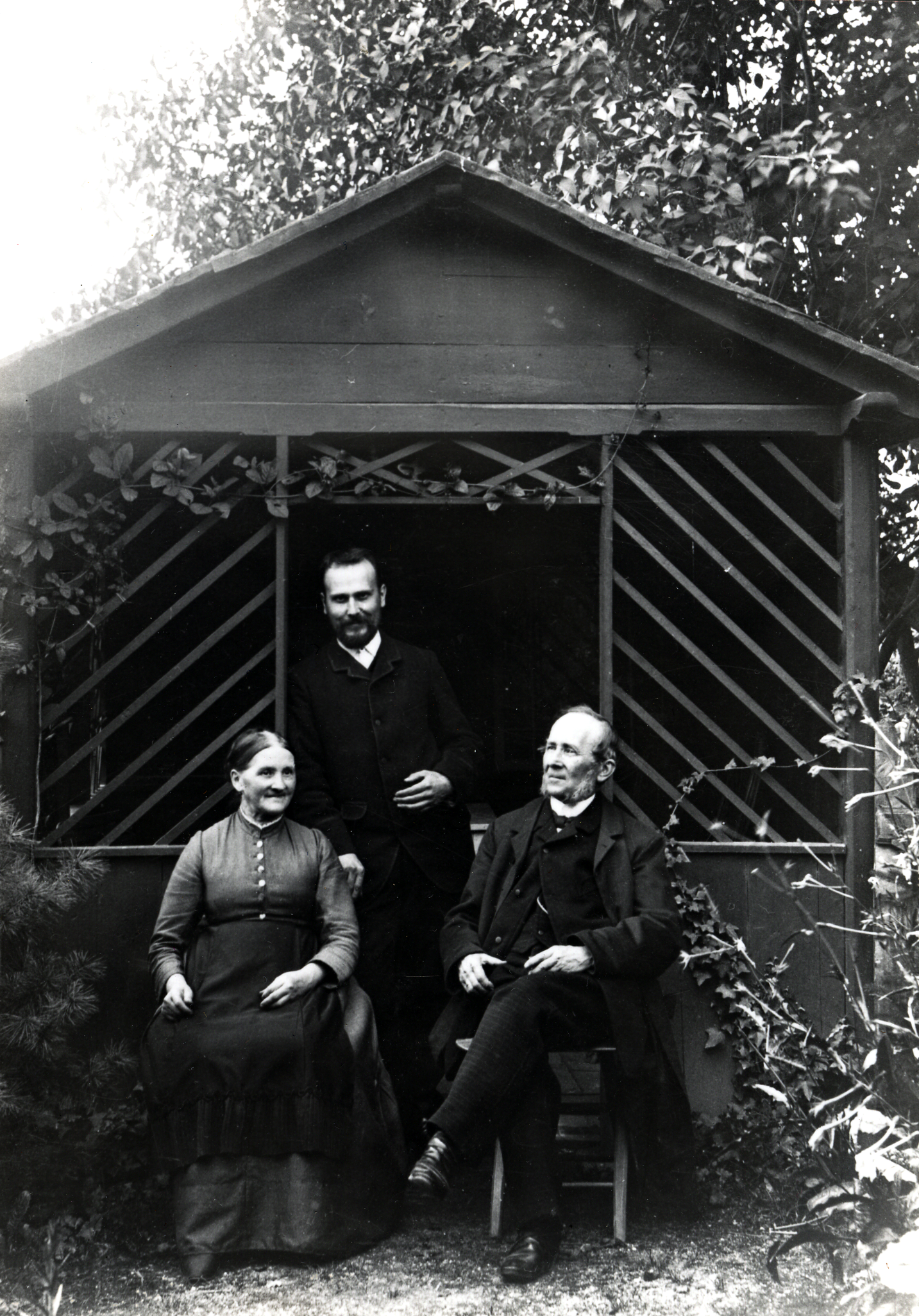
Rudolf (stojící), Caroline a Leopold Blaschkovi v zahradě domu v Hosterwitzu u Drážďan

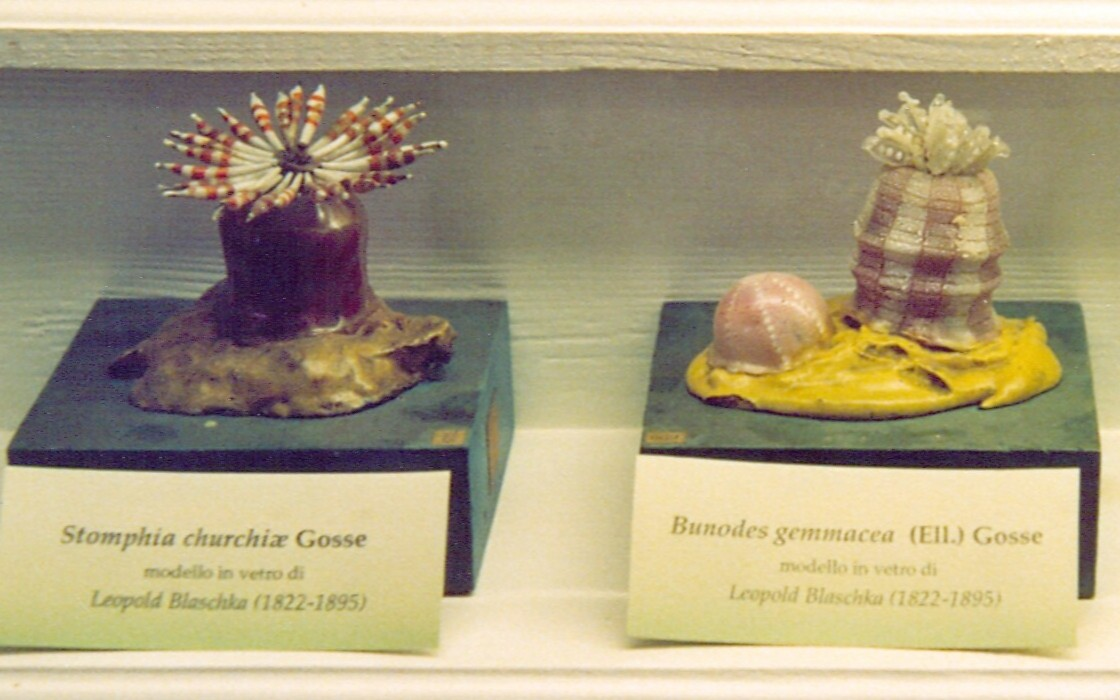
Skleněné modely mořských sasanek z dílny Blaschkových

Leopold Blaschka (27. května 1822 Český Dub – 3. června 1895 Drážďany) a jeho syn Rudolf Blaschka (17. června 1857 Český Dub – 1. května 1939) byli drážďanští skláři původem z Českého Dubu, kteří prosluli výrobou skleněných modelů rostlin a živočichů, zejména souboru skleněných modelů rostlin pro Harvardovu univerzitu.

## Cesta ke skleněným modelům
Leopold Blaschke (později si změnil jméno na Blaschka) se narodil v Českém Dubu v rodině pocházející původně z Josefova Dolu (něm. Josefsthal) v Jizerských horách. Historie rodiny však sahá až do 15. století ke sklářům v italských Benátkách.
Leopold projevoval již v dětství umělecké vlohy. Vyučil se sklářem a zlatníkem, pracoval v rodinné firmě vyrábějící skleněné ozdoby. Vyvinul vlastní techniku, kterou nazýval Glasspinnen (doslova předení skla) a která umožňovala výrobu velmi přesných a detailních skleněných modelů podle skutečnosti. Zaměřil se zprvu zejména na oční protézy.
Devátého června roku 1846 se Leopold v Českém Dubu oženil s Caroline Zimmermann.  Ta však v roce 1850 zemřela na choleru. Janáč tvrdí, že žal nad smrtí manželky (a brzy na to i otce) byl důvodem, proč Leopold Blaschke v roce 1853 podnikl cestu do Spojených států. Jiné zdroje to však nezmiňují. Dufek a Gelnar uvádějí jen to, že v New Yorku zastupoval své příbuzné, majitele sklářských firem v Hodkovicích. Vzhledem k dlouhodobému zájmu o přírodní vědy se Leopold během své plavby věnoval studiu a kreslení mořských živočichů, zejména bezobratlých.

## Rané modely

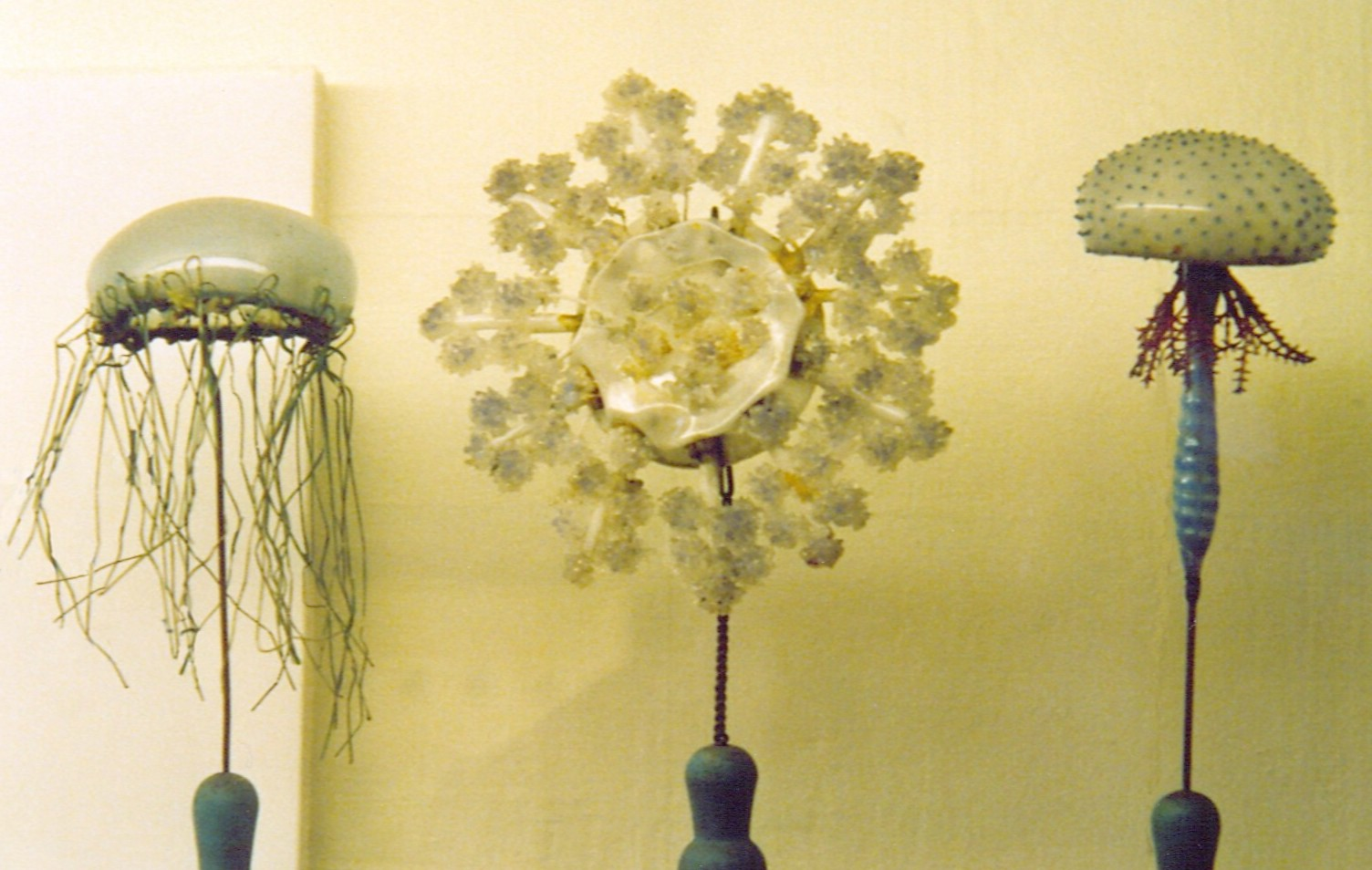
Blaschkovy modely medúzy

Po návratu do Českého Dubu se Leopold Blaschka šestého listopadu 1854 znovu oženil, tentokrát s Karolinou Riegelovou. Kolem roku 1857 začal zhotovovat první modely květin. Na základě toho mu pak Kamil kníže Rohan zadal zhotovení stovky modelů orchidejí pěstovaných ve sklenících sychrovského zámku. V roce 1863 se Leopold Blaschka již s novou manželkou přestěhoval do Hosterwitzu u Drážďan (dnes městská čtvrť), aby synu Rudolfovi (nar. 1857) zajistil přístup k lepšímu vzdělání. V témže roce mu drážďanské zoologické muzeum (Staatliches Museum für Tierkunde Dresden) zadalo výrobu dvanácti modelů mořských sasanek. Pracoval na základě kreseb z knih, ale později začal využívat své vlastní kresby jiných druhů mořských živočichů pro další modely a jeho reputace rostla.
Začal prodávat modely mořských bezobratlých muzeím, akváriím, univerzitám a jiným vzdělávacím institucím, které měly zájem o názorné pomůcky zejména u tvorů, které nebylo možné uspokojivě konzervovat.Jeho modely značně převyšovaly dosavadní metody, jak takové živočichy prezentovat – kreslení, lisování, fotografii nebo modely z vosku či papírmaše. Blaschka postupně rozšiřoval svůj záběr studiem živočichů Severního a Baltického moře a Středozemního moře a později si dokonce zbudoval v domě akvárium, aby mohl pracovat podle živých předloh.

## Spolupráce s Harvardovou univerzitou

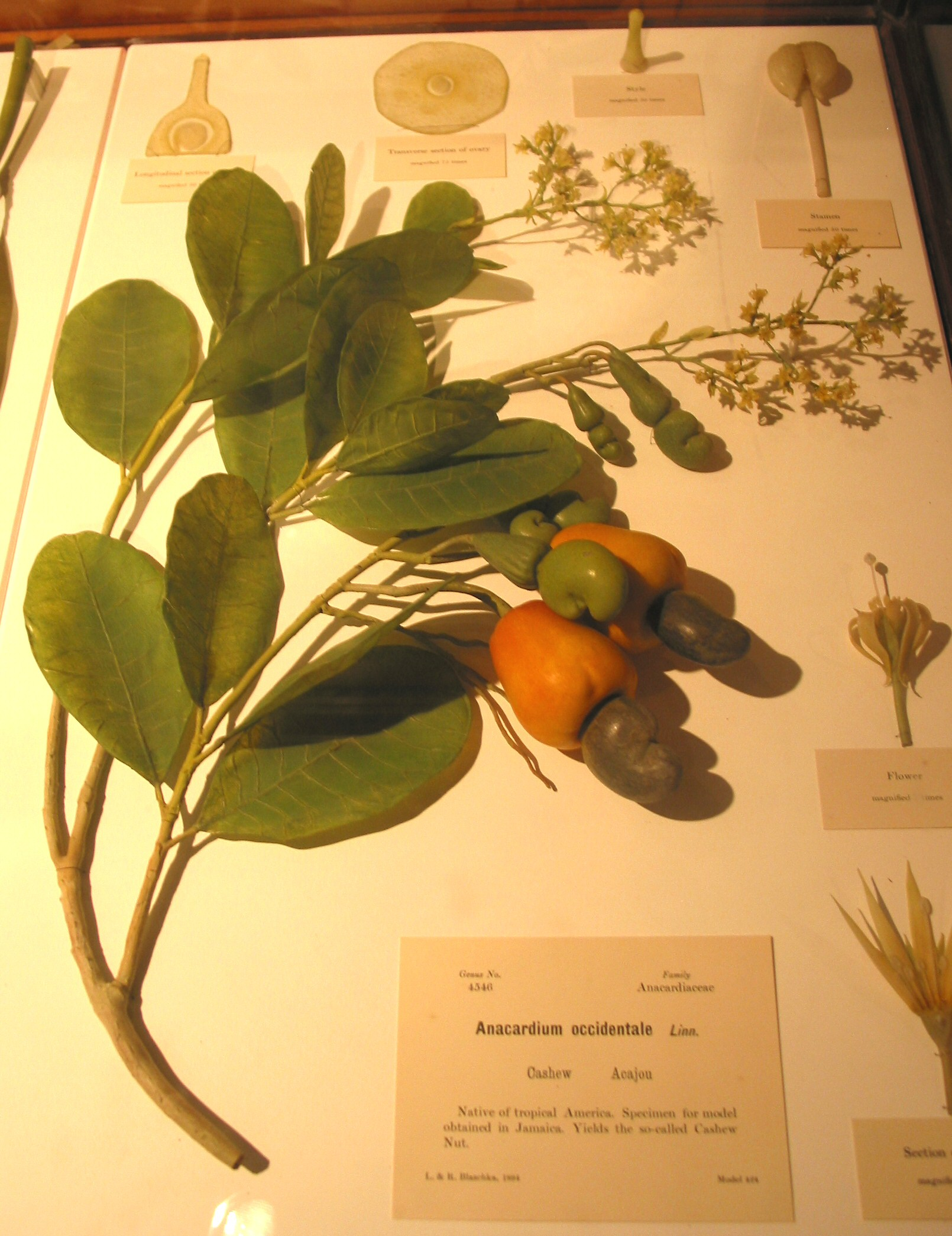
Z harvardské sbírky skleněných modelů rostlin

Kolem roku 1880 začal otci s výrobou pomáhat také Rudolf. Toho roku vyrobili 131 modelů mořských mlžů, medúz a dalších mořských živočichů pro Bostonskou společnost přírodovědeckého muzea (nyní Museum of Science – Přírodovědné muzeum). Ty v Bostonu viděl profesor George Lincoln Goodale, který právě budoval botanické muzeum na Harvardově univerzitě. Roku 1886 Goodale odcestoval do Drážďan a obrátil se na Blaschkovy, aby pro muzeum zhotovili soubor botanických modelů; podle některých zpráv viděl Goodale v místnosti, kde se setkali, několik skleněných orchidejí z minulých let. Leopold původně nejevil o zakázku zájem, protože jeho skleněné modely mořských bezobratlých mu velmi dobře vynášely, nakonec se však uvolil poslat do Států zkušební modely. I když byly značně poškozeny americkými celníky, Goodale jejich úroveň vysoce oceňoval a přesvědčoval své spolupracovníky, že umění Blaschkových stojí za investici. Harvard byl v té době světově významným centrem botanických studií. Jediná dostupná metoda prezentace rostlin přitom spočívala ve vystavení vylisovaných, pečlivě popsaných vzorků. Ideálními učebními pomůckami ovšem nebyly, protože lisování rostliny prezentovalo jen dvourozměrně a značně také degradovalo jejich barvy. Goodale byl přesvědčen, že modely ze skla mohou poskytnout pomůcky podstatně věrnější.

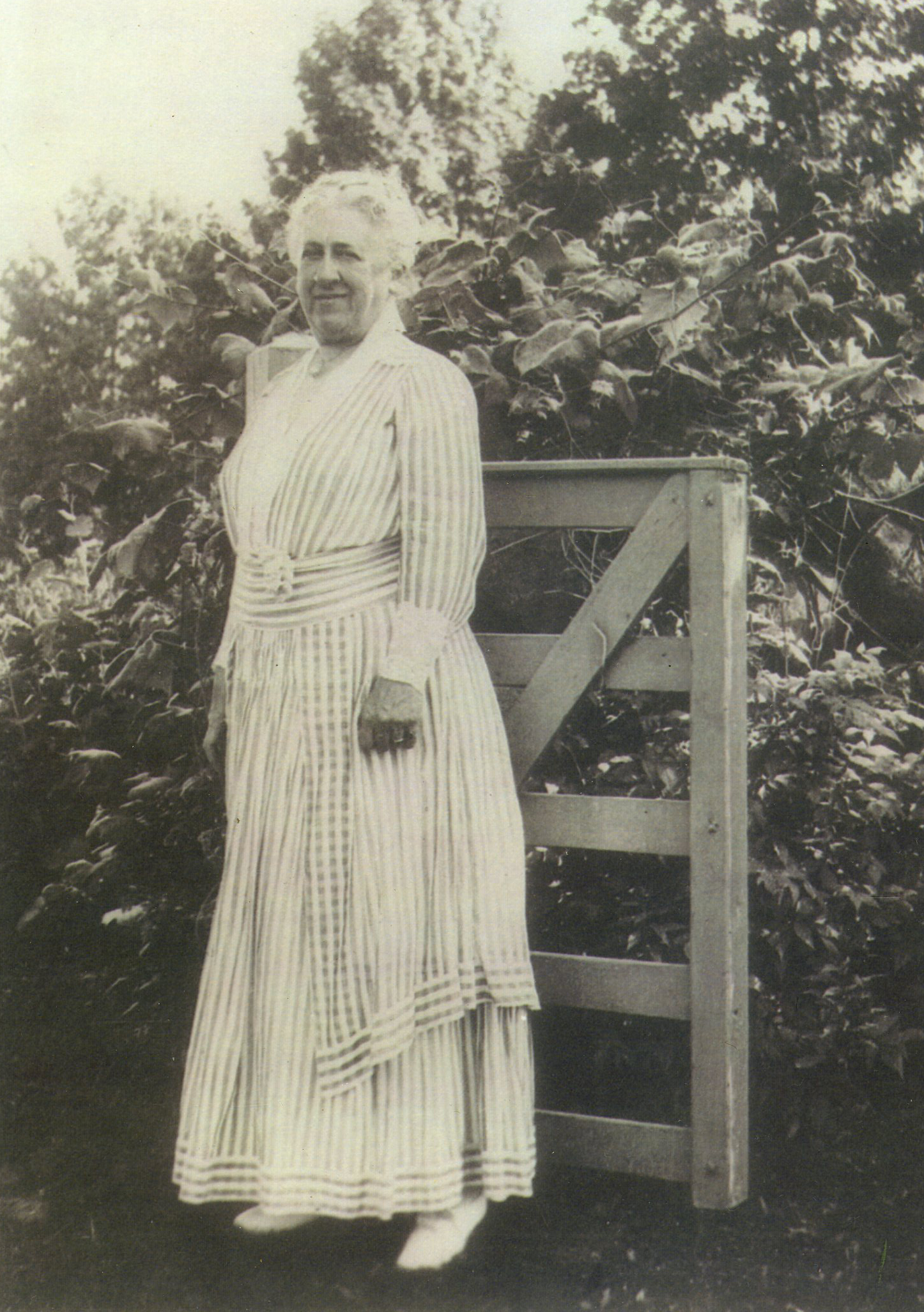
Mary Lee Wareová – sponzorka harvardských modelů rostlin

O prostředky na tento nákladný podnik se Goodale obrátil na svou bývalou studentku Mary Lee Wareovou a její matku Elizabeth C. Wareovou, které byly zámožné a již v minulosti velkoryse podporovaly harvardskou katedru botaniky. Roku 1887 se Blaschkovi smluvně zavázali, že výrobě modelů pro Harvard věnují polovinu své pracovní doby. Po zbytek času pokračovali ve výrobě modelů mořských bezobratlých. V Bostonu se podařilo vyjednat, že zásilky mohou být dopravovány přímo na Harvard, kde je pod dohledem celníků opatrně vybalovali pracovníci muzea. Roku 1890 pak Blaschkovi podepsali desetiletou exkluzívní smlouvu s Harvardovou univerzitou na výrobu skleněných rostlin za 8 800 marek ročně. Vyrobili celou plejádu rostlin (celkově 164 taxonomických rodin) a jejich částí (květy, listy, plody, kořeny). Některé modely znázorňovaly také způsob opylování rostliny hmyzem nebo projevy různých chorob.

## Výroba modelů
K výrobě modelů užívali Blaschkovi kombinaci čirého a barevného skla, někdy vyztuženého drátem. Exponáty byly poté často ještě malovány; na to se specializoval výhradně Rudolf. Když měli zachytit rostliny, které v okolí Drážďan nerostly, využívali sbírku exotických rostlin na zámku Pillnitz a v drážďanské botanické zahradě a některé rostliny si také vypěstovali ze semen zaslaných z USA. R. 1892 byl Rudolf vyslán na výlet do Karibské oblasti a do USA ke studiu dalších rostlin a pořizoval si přitom množství kreseb a poznámek.
Druhý výlet do USA Rudolf podnikl r. 1895. Během jeho pobytu za oceánem jeho otec zemřel. Rudolf pokračoval v práci sám. Počátkem dvacátého století zjistil, že není schopen koupit sklo dostatečné kvality, a začal si je proto vyrábět sám.
Ve výrobě modelů pro Harvard pokračoval až do roku 1938, kdy jako osmdesátiletý oznámil odchod na odpočinek. On ani jeho otec nikdy nepřijali učně, a po Rudolfovi tak celou práci ani jejich dovednost a postupy nikdo nepřevzal. Jen pro Harvard zhotovili Leopold a Rudolf asi 4 400 modelů, z nichž 780 ukazovalo jednotlivé druhy ve skutečné velikosti a ostatní různé detaily. Na rozdíl od mořských bezobratlých, které prodávali řadě institucí, byly jejich skleněné rostliny vyráběny výhradně pro Harvard. Dnes jsou tam vystaveny ve stálé expozici skleněných květin a jsou velmi populární.
V drážďanské městské části Hosterwitz se zachoval dům, ve kterém Blaschkovi působili. Jako výraz ocenění jejich práce platí Harvardova univerzita dodnes údržbu rodinného hrobu na tamním hřbitově.

## Renovace harvardských modelů
Harvardské přírodovědné muzeum provádí od r. 2015 několikaměsíční renovaci modelů, která má skončit koncem léta 2016. Po tuto dobu je k vidění pouze dočasná výstavka 27 nejpopulárnějších modelů spolu s několika položkami z blaschkovského archivu.